# Cầu Maurzyce
Cầu Maurzyce bắc qua sông Słudwia (phụ lưu của Bzura) ở miền Trung Ba Lan là cây cầu đường hàn hoàn toàn đầu tiên và là cây cầu hàn thứ hai thuộc bất kỳ thể loại nào trên thế giới.   Cây cầu nằm gần làng Maurzyce gần Łowicz ở Łódź Voivodeship.

## Lịch sử

### Thiết kế
Cây cầu được thiết kế vào năm 1927 bởi Stefan Bryła, một trong những người tiên phong về hàn trong kỹ thuật dân dụng. Bryła, giáo sư tại Đại học Công nghệ Lwów, đã tiến hành các nghiên cứu lý thuyết sâu rộng về khả năng sử dụng các mối hàn thép trong xây dựng, cũng như các khía cạnh khác nhau của hàn oxy-nhiên liệu và hàn hồ quang điện. Cả hai thủ thuật đã được biết đến ít nhất là từ cuối thế kỷ 19, nhưng ứng dụng của chúng chủ yếu giới hạn trong nhà và đóng tàu. Tuy nhiên, vì các thử nghiệm đã chứng minh các mối hàn có thể đủ mạnh để duy trì lực lớn, vào giữa những năm 1920, Bryła đã quyết định thiết kế một cây cầu hàn. Ông đã sử dụng thiết kế trước đây của mình về một cây cầu có đinh tán, mà Bryła và Wenczesław Poniż đã chuyển đổi để sử dụng phương pháp xây dựng mới. Tuy nhiên, các chùm tia chéo và một số yếu tố của hợp âm đã được thiết kế lại từ đầu. Mặc dù được thiết kế đầu tiên,  cây cầu là cây cầu thứ hai được xây dựng như vậy; một cây cầu đường sắt hàn tương tự nhưng ngắn hơn đã được thiết kế và xây dựng vài tháng trước đó ở Rùa, Pennsylvania bởi Westinghouse Electric and Manufacturing  và giữ kỷ lục về cây cầu hàn đầu tiên thuộc bất kỳ loại nào trên thế giới.
Kỹ thuật hàn hồ quang mới sau đó cho phép tiết kiệm trọng lượng đáng kể: trọng lượng tổng thể của nó là 56 tấn, trong khi một phiên bản đinh tán sẽ nặng hơn 70 tấn. Ngoài phương pháp xây dựng, bản thân công trình là một cây cầu bình thường với hai dầm chính, hợp âm đáy thẳng và hợp âm đỉnh parabol. Ngoài hai làn đường dành cho giao thông đường bộ, cây cầu còn bao gồm hai làn đường dành cho người đi bộ.

### Xây dựng

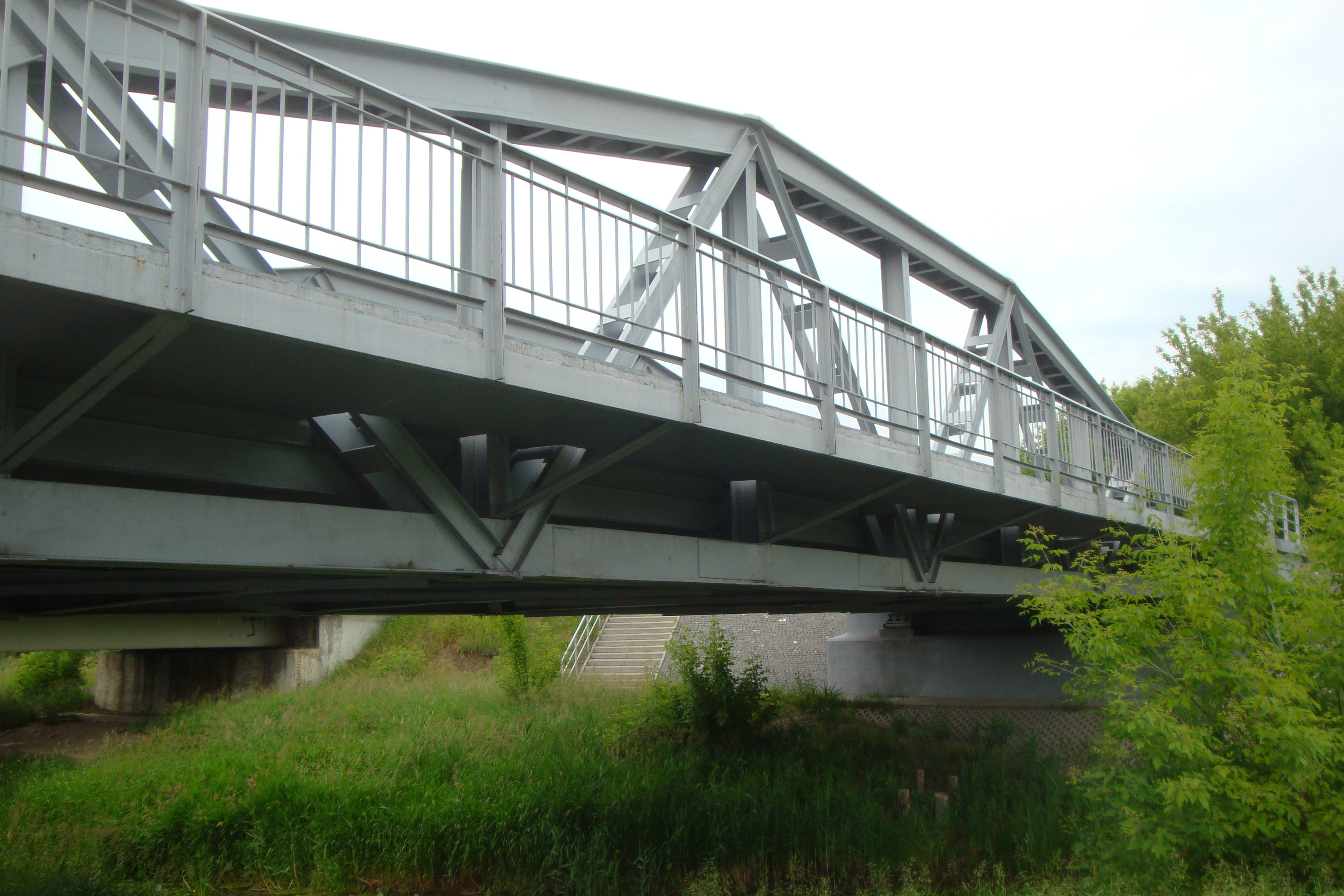
Khung cảnh nhìn từ mặt đất

Vì nhiệm vụ xây dựng một cấu trúc như vậy được coi là cực kỳ rủi ro, công ty K. Rudzki i S-ka đã được chọn làm nhà thầu chính,  chế tạo và xây dựng. Công ty có trụ sở tại Warsaw và một nhà máy lớn ở Mińsk Mazowiecki là một trong những công ty xây dựng cầu có kinh nghiệm nhất ở Trung và Đông Âu vào thời điểm đó. Được thành lập vào năm 1853, vào cuối thế kỷ 19 và đầu thế kỷ 20, công ty là công ty duy nhất trong toàn bộ Đế quốc Nga xây dựng những cây cầu khó khăn ở những địa điểm xa xôi. Gần 20% tất cả các cây cầu được xây dựng ở Nga trong thời kỳ đó được xây dựng bởi Konstanty Rudzki và các kỹ sư của ông. Hoàn toàn trong hai thập kỷ đầu của thế kỷ 20, công ty đã xây dựng 5.000 mét cầu đường bộ bằng thép và 24.000 mét cầu đường sắt khác nhau cho 37 công ty đường sắt khác nhau, ngoài việc cung cấp cho họ một mạng lưới hơn 2 triệu mét đường ống nước. Trong số những cây cầu thép xây dựng bởi K. Rudzki là cầu Poniatowski của Warsaw, mà còn hầu hết Trans-Siberian Railway vượt sông 's, trong đó có 1916 Khabarovsk Cầu (ít hơn 2.500 mét chiều dài hàng chục năm cây cầu dài nhất ở Euro- Châu Á). Công ty cũng đã xây dựng những cây cầu cho Saint Petersburg - Đường sắt Warsaw, Đường sắt Amur, Đường sắt Ussuri và Đường sắt phía đông Trung Quốc, trong số những người khác. Tuy nhiên, ngay cả với kinh nghiệm như vậy, việc xây dựng cây cầu bắc qua Słudwia gần Łowicz tỏ ra là một nhiệm vụ khó khăn.
Các yếu tố được sản xuất bởi nhà máy K. Rudzki i S-ka ở Mińsk Mazowiecki và sau đó được hàn tại chỗ. Nó được hoàn thành vào tháng 12 năm 1928 và mở cửa cho giao thông đường bộ bình thường vào tháng 8 năm sau. Mặc dù hàn đắt hơn nhiều so với tán đinh tốn thời gian, chi phí cầu tổng thể thấp hơn nhiều, phần lớn do cần ít thép hơn 17% để xây dựng nó và thời gian thi công ngắn hơn.

### Lịch sử sau này
Cách mạng vào thời điểm đó,  việc hoàn thành cây cầu Maurzyce đã tạo nên một kỷ nguyên mới trong việc xây dựng cầu trên toàn thế giới. Việc xây dựng được mô tả trên báo chí kỹ thuật châu Âu và Mỹ,  và các kỹ sư từ khắp nơi trên thế giới đã đến thăm cây cầu mới với số lượng lớn. Do đó, Ba Lan là quốc gia đầu tiên trên thế giới điều chỉnh việc xây dựng cầu hàn.
Cho đến cuối những năm 1970, cây cầu đã được sử dụng bởi Quốc lộ 2,  đoạn qua Ba Lan của tuyến đường châu Âu E8. Tuy nhiên, vì nó có vẻ quá hẹp,  năm 1977, nó đã được di chuyển khoảng 20 mét về phía bắc, đóng cửa giao thông,  và một sự thay thế mới đã được chế tạo tại chỗ.
Cây cầu được ghi vào danh sách các đối tượng di sản văn hóa ở Ba Lan vào ngày 22 tháng 11 năm 1968 bởi Cơ quan tài liệu di tích (tiền thân của Ủy ban di sản quốc gia),   và ban đầu (cho đến khi loại đó bị bãi bỏ vào năm 1973) đã được liệt kê trong số các "di tích cấp số 0" (tiếng Ba Lan: zabytek klasy 0), đó là di tích lịch sử được đánh giá cao nhất có ý nghĩa quốc tế. Sau đó, nó được phân loại lại thành một "di tích lịch sử không thể di chuyển".
Cây cầu đã được tân trang lại vào năm 2009. Tại chi phí 800.000 zł xây dựng thép được làm sạch gỉ và sơn lại màu bạc, và bề mặt đường đã được thay thế bằng một granite sett. Năm 2011, một tấm bia tưởng niệm giáo sư Bryła đã được tiết lộ trước mặt nó.

### Trích dẫn
1. 1 2 3 4 5 6 7 8 9 10 11  Chen & Duan.
2. 1 2 3  Pescatore & Borgeot.
3. 1 2 3 4 5 6 7 8 9 10 11  Wojdyga.
4. 1 2 3 4 5 6 7  mb.
5. 1 2 3 4 5  PAP.
6. 1 2 3  GDDKiA.
7. 1 2  NID.